# Colpo di mano a Creta
Colpo di mano a Creta (Ill Met by Moonlight) è un film del 1957 diretto da Michael Powell e Emeric Pressburger. Il film è basato sul libro "Ill Met by Moonlight: The Abduction of General Kreipe" scritto da Ivan William Bill Stanley Moss nel 1950, resoconto di un episodio bellico di cui l'autore fu protagonista nell'aprile 1944 durante la seconda guerra mondiale: il rapimento e l'evacuazione dall'isola di Creta del generale tedesco Heinrich Kreipe, comandante dell'isola.

## Trama
Durante la seconda guerra mondiale l'isola di Creta è occupata dai tedeschi.  Nel 1944 due ufficiali inglesi, il maggiore Patrick Leigh Fermor e il capitano Bill Moss dello Special Operations Executive (SOE) in stretta collaborazione con la locale Resistenza cretese rapiscono con una audacissima operazione il generale tedesco Heinrich Kreipe. Sottoposti ad una spietata caccia da parte delle forze tedesche, attraverso varie peripezie i commando ed i partigiani riescono ad attraversare l'intera isola finché, giunti in una baia isolata, gli inglesi e il prigioniero vengono raccolti da un battello appositamente inviato e trasportati al Cairo, dove hanno la loro base le forze britanniche.